# Jane-Drew-Preis
Der Jane-Drew-Preis ist ein Architekturpreis, der seit 1998 jährlich von der Architekturzeitschrift Architects’ Journal an eine Person verliehen wird, die sich durch „Vielfalt, Innovation und Zusammenarbeit in der Architektur“ auszeichnet. Benannt ist er nach der englischen Architektin der Moderne Jane Drew (1911–1996), „die eine Fürsprecherin für Frauen in einem von Männern dominierten Beruf war“.

## Geschichte
Der Jane-Drew-Preis entstand 1997 bei Gesprächen zwischen einer Gruppe von Architektinnen des Royal Institute of British Architects (RIBA) und dem Arts Council of England. Die Namensgeberin Jane Drew, hatte unter anderem das erste Architekturbüro gegründet, in dem nur Frauen arbeiteten, und sie war die erste Architekturprofessorin an der Harvard University und am Massachusetts Institute of Technology (MIT).
Der Start der Preisvergabe war allerdings holprig: Es gab Probleme bei der Suche nach geeigneten Kandidatinnen, die alle drei Kriterien erfüllen. Am 19. Mai 1998 fand ein Forum statt, bei dem die vier nominierten Kandidaten (die Bauherrin Jane Priestman, der Künstler Martin Richman, die Landschaftsarchitektin Kathryn Gustafson und das Architekturbüro Fashion Architecture Taste) aufgefordert wurden, jeweils eine zehnminütige Präsentation zu halten. Der Abend wurde als „langweilig“ beschrieben, und Gustafson erschien nicht einmal. Nach heftigen Meinungsverschiedenheiten und Beinahe-Rücktritten in der Jury wurde der Preis schließlich am 4. Juni an Gustafson verliehen.
Der Preis wurde im Januar 1998 mit einer Zeremonie im Institute of Contemporary Arts in London eingeführt. Das RIBA hatte für die erste Preisvergabe 1998 zu Nominierungen aufgerufen, woraufhin eine Jury unter vier Nominierungen Kathryn Gustafson auswählte, die ein Preisgeld in Höhe von 10.000 £ und eine Skulptur von Eduardo Paolozzi erhielt.
Der Preis ist inzwischen Teil der W Awards (ehemals Women in Architecture Awards), eines Programms von The Architectural Review und Architects’ Journal. Laut den Einreichungsrichtlinien wird seit 2014 mit dem Preis ein Beitrag zum Status von Frauen in der Architektur gewürdigt.

## Gewinner
- 1998: Kathryn Gustafson, Landschaftsarchitektin[7]
- 1999–2011: nicht vergeben
- 2012: Zaha Hadid, Architektin[8][4]
- 2013: Eva Jiřičná, Architektin[9]
- 2014: Kathryn Findlay, Architektin[10]
- 2015: Yvonne Farrell und Shelley McNamara, Architektinnen und Gründerinnen von Grafton Architects[11]
- 2016: Odile Decq, Architektin und Mitbegründerin des Studio Odile Decq[12]
- 2017: Denise Scott Brown, Architektin, Planerin, Autorin, Lehrbeauftragte und Leiterin vom Venturi, Scott Brown and Associates[13]
- 2018: Amanda Levete, Architektin und Leiterin von AL_A[14]
- 2019: Liz Diller, Architektin und Gründerin von Diller Scofidio + Renfro[15]
- 2020: Yasmeen Lari, Architektin[16]
- 2021: Kate Macintosh, Architektin[17]
- 2022: Farshid Moussavi, Architektin[18]
- 2023: Kazuyo Sejima, Architektin[19]
- 2024: Iwona Buczkowska, Architektin und Stadtplanerin[20]